# Филармонический оркестр Канзас-Сити
Филармонический оркестр Канзас-Сити (англ. Kansas City Philharmonic Orchestra) — симфонический оркестр из города Канзас-Сити, действовавший в 1933—1982 гг.
Был создан в 1933 году по инициативе дирижёра Карла Крюгера и известного в городе предпринимателя и менеджера Конрада Манна (1871—1943); по словам Манна, на фоне Великой депрессии «принести сюда немного музыки могло бы взбодрить город, к тому же это поможет музыкантам, которые вылетели с работы и умирают от голода». Крюгер, который некогда окончил в Канзас-Сити университет, стал первым руководителем оркестра; помимо основной концертной программы, он уделял также большое внимание концертам для детей. Ранние выступления оркестра проходили в рамках политики сегрегации: менеджмент оркестра запрещал продажу билетов на концерты чернокожим; второй руководитель оркестра Ефрем Курц выступил против этой политики.
В конце 1960-х оркестр не сумел обеспечить себе грант Фонда Форда размером в 1 миллион долларов, что привело к отставке многолетнего художественного руководителя Ханса Швигера и стало началом медленного заката коллектива, финансовые проблемы которого становились всё очевиднее. Тем не менее, под руководством эксцентричного дирижёра Мориса Пересса оркестр 24 и 25 января 1977 года дал два концерта в нью-йоркском Карнеги-холле, где представил, с одной стороны, нью-йоркскую премьеру фортепианного концерта Джона Корильяно (солист Малколм Фрейджер), а с другой — аранжировку сюиты Дюка Эллингтона Black, Brown and Beige для симфонического оркестра. Однако в 1980 году Пересс ушёл в отставку после ряда конфликтов с музыкантами и менеджерами, и спустя полтора года безуспешных поисков новой перспективы оркестр был распущен. В том же году по инициативе предпринимателя и мецената Р. К. Кемпера был основан Симфонический оркестр Канзас-Сити.
Среди музыкантов оркестра в 1933—1936 гг. был юный Филипп Фаркас, впоследствии известный валторнист; в 1942—1943 и 1944—1948 гг. концертмейстером и вторым дирижёром был Орландо Барера.

## Руководители оркестра
- Карл Крюгер (1933—1943)
- Ефрем Курц (1944—1948)
- Ханс Швигер (1948—1971)
- Хорхе Местер (1972—1974)
- Морис Пересс (1974—1980)
- Томаш Михаляк (1981—1982, музыкальный консультант)